# Толстоголовка альвеус
Толстоголовка альвеус, или толстоголовка пёстрая или темнокрылка белопятнистая (лат. Pyrgus alveus) — бабочка из семейства толстоголовок.

## Этимология названия
Alveus (с латинского) — кубик для игры в кости, что вероятно, отражает пестрый рисунок на крыльях бабочки.

## Описание
Длина переднего крыла 13—16 мм. Половой диморфизм выражен слабо. Нижнее крыло на верхней стороне с хорошо заметным светлым рисунком. Другие представители рода надежно различаются по строению гениталий.

## Ареал и места обитания
Северо-западная Африка, умеренная Евразия на восток до Восточной Сибири и Монголии, Кавказ, Великобритания, Ирландия, Азорские острова, Балеарские острова, Нормандские острова, Канарские острова, Исландия.
В Восточной Европе вид является широко распространенным. Обитает от полярного круга до юга Румынии и Кавказа. Обычен на территории лесной зоне. Самыми северные находки в Карелии и на Полярном Урале. В лесостепной и степной зоне является редким и локальным, встречается преимущественно только по долинам крупных рек. В горах Кавказа известен в Адыгее, на Центральном Кавказе на высотах до 1700 м над ур. м., но не встречается на черноморском побережье Кавказа.
Бабочки населяют опушки и поляны прогреваемых сосновых лесов, луга с участками обнаженного грунта, обочины дорог и т. п. На Кавказе обитает на субальпийских лугах на высотах от 1600 до 2800 м н ур.м.

## Биология
Развивается в одном поколении за год на севере и в средней полосе. Время лёта с конца мая до конца августа. На юге ареала вид развивается в двух поколениях- первое малочисленное, летает с мая по конец июня и далее без перерыва — многочисленное второе поколение, с пиком лёта в середине августа. Самки откладывают яйца по одному на нижнюю сторону листьев кормовых растений: чертополох, солнцецвет, истод, лапчатка, малина. Зимуют яйца или молодые гусеницы.